# Ozero Kashken-Teniz
Ozero Kashken-Teniz är en saltsjö i Kazakstan.   Den ligger i oblystet Zjambyl, i den centrala delen av landet, 600 km söder om huvudstaden Astana. Arean är 24,6 kvadratkilometer.